# Ídols de Prillwitz

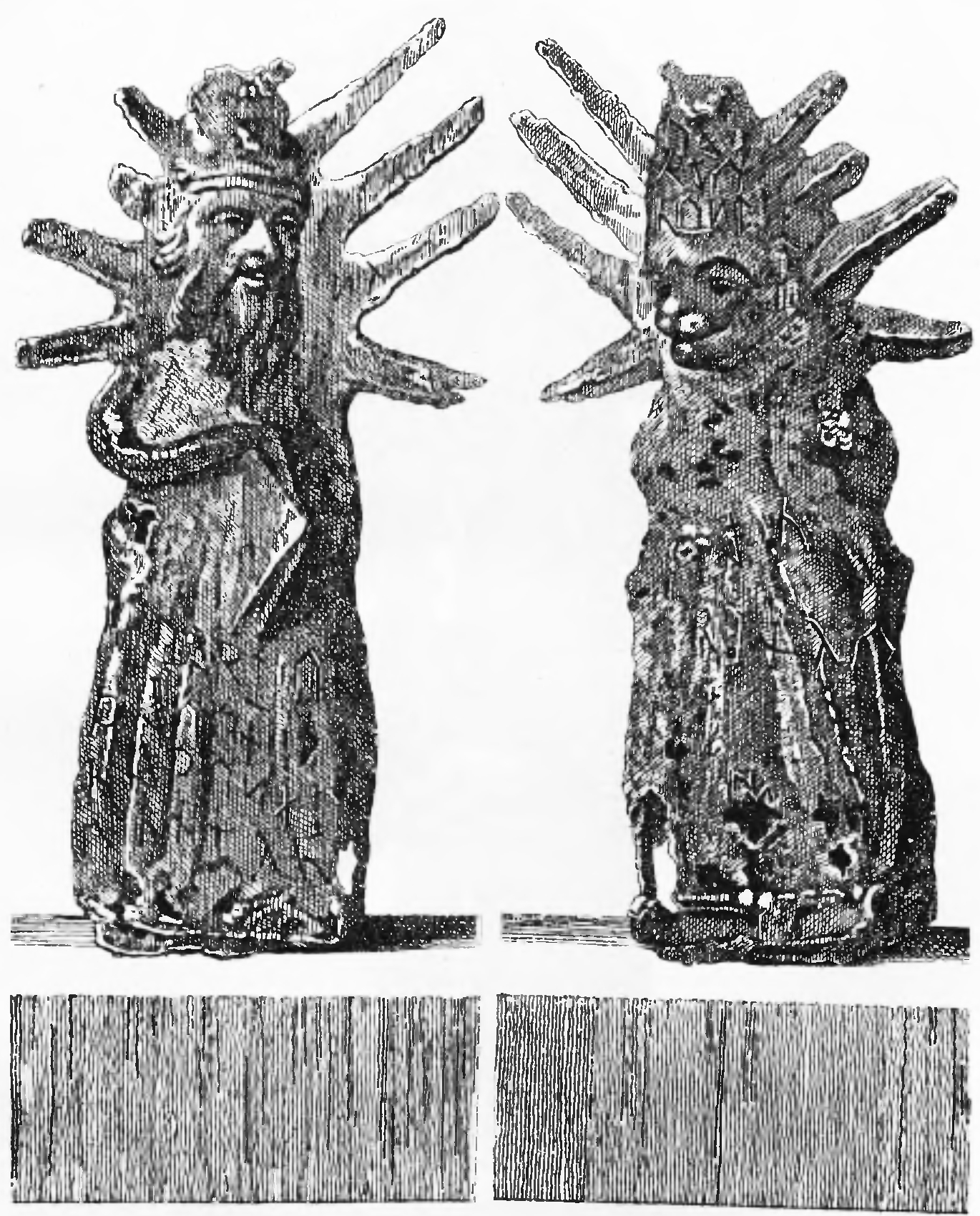

Els ídols de Prillwitz són un gran nombre de figuretes i plaques de relleu de bronze presumptament trobades a finals del segle xvii. La primera publicació sobre ells, el 1768, afirmava a més que les figuretes trobades pel poble de Prillwitz (ara part de Hohenzieritz) provenien d’un santuari pagà de Rethra, una de les principals ciutats d'Eslaus polabis, i que Prillwitz és la ubicació de Rethra.
Tot i que la història es va qüestionar des del principi, molts experts van creure la seva autenticitat i les disputes sobre elles van continuar fins ben entrat el segle XIX. Finalment, amb el progrés de les tècniques de recerca en arqueologia han arribat a la conclusió que la tècnica d'alguns dels motlles era de temps recents, mentre que d'altres, tot i ser aparentment autèntiques, no tenien proves de la connexió amb els pobles eslaus.

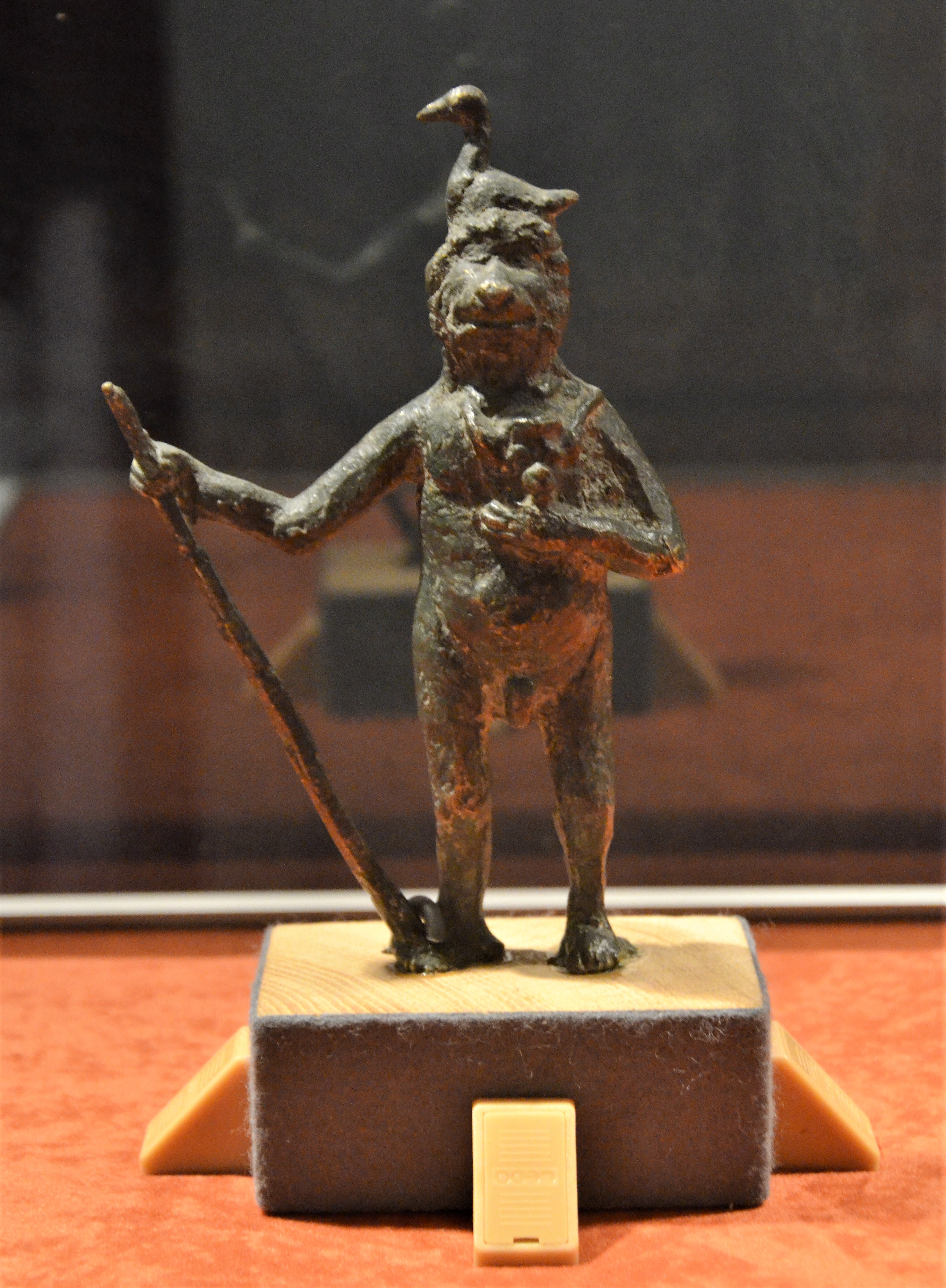
Radegast
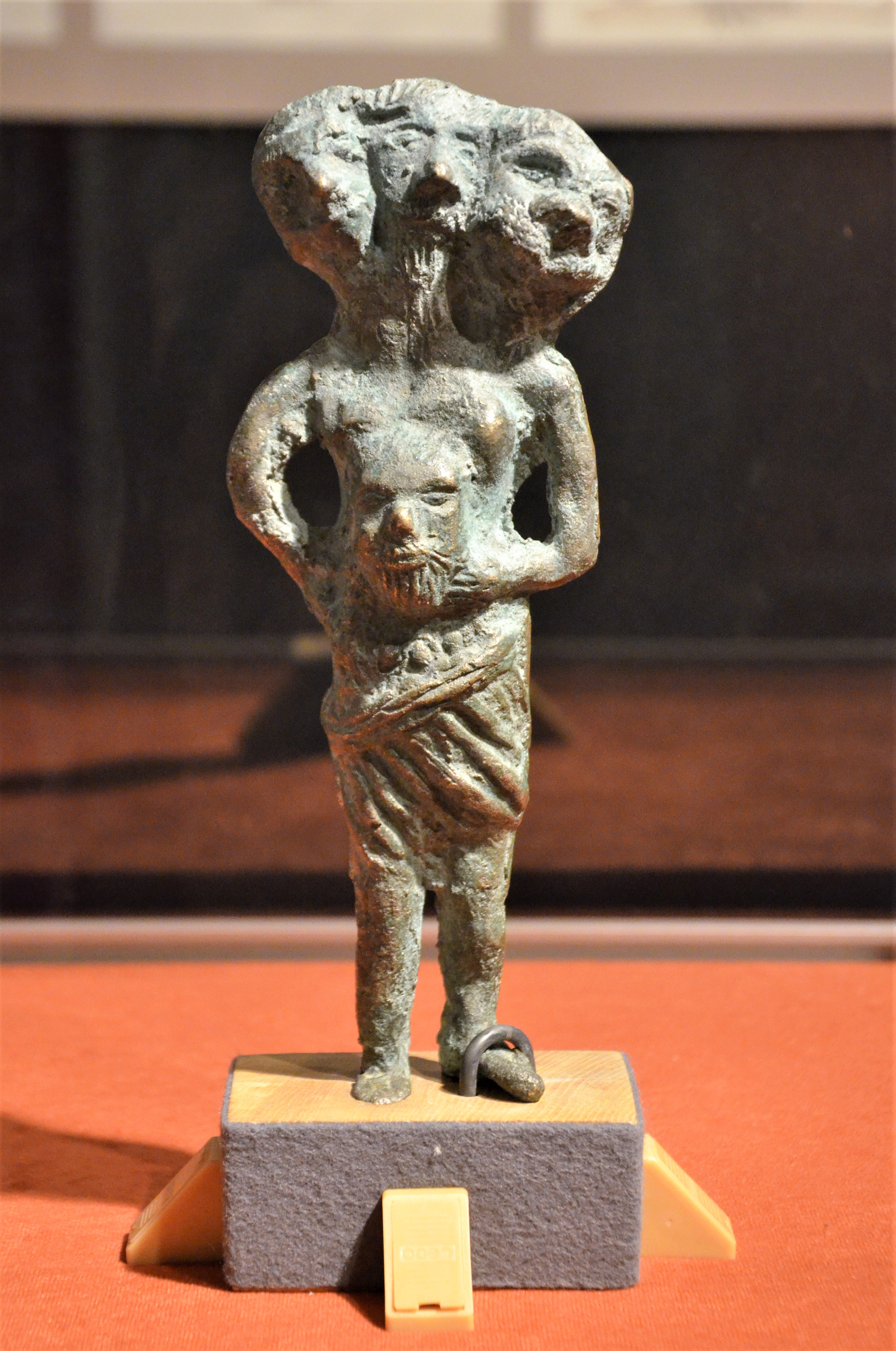
Triglav
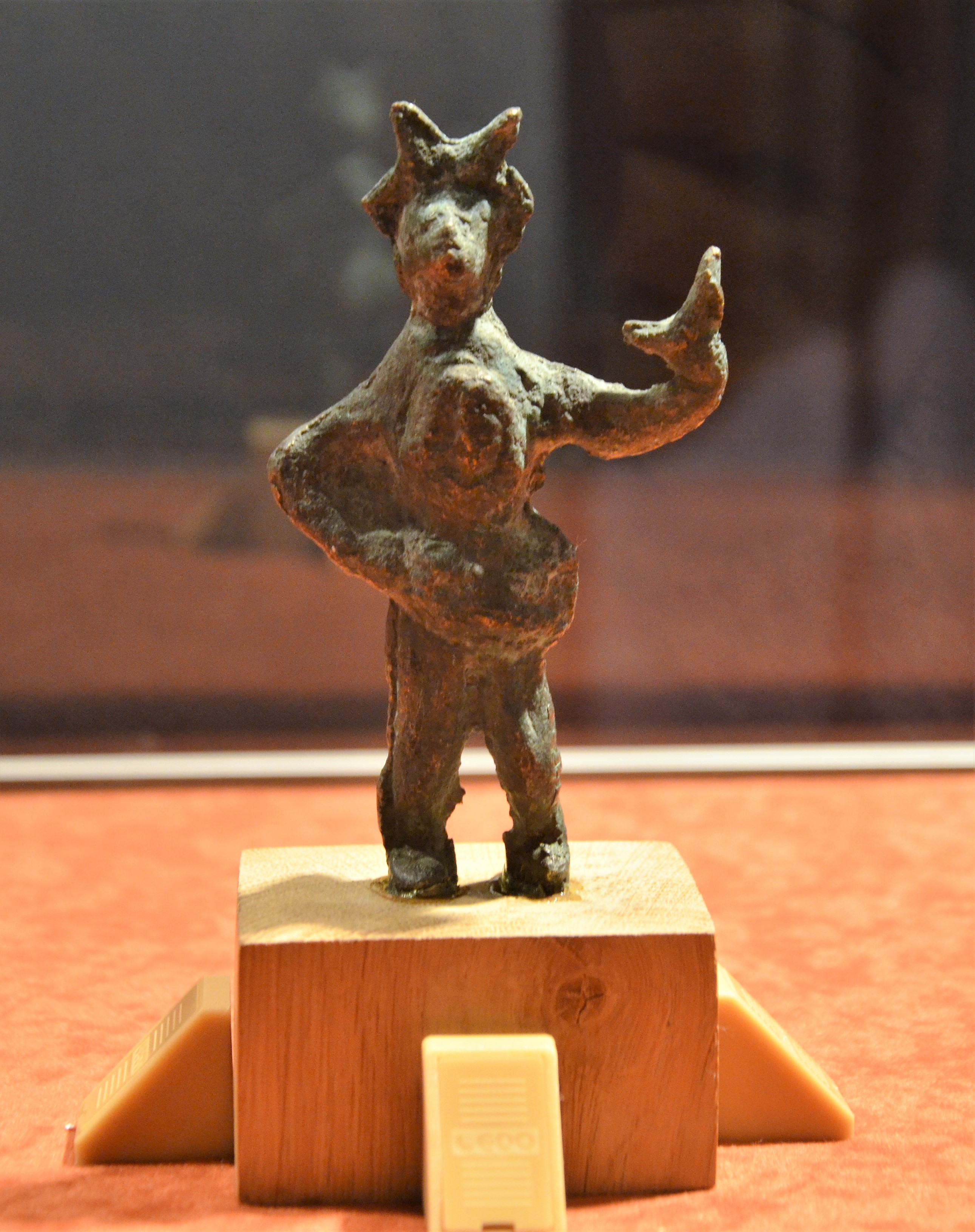
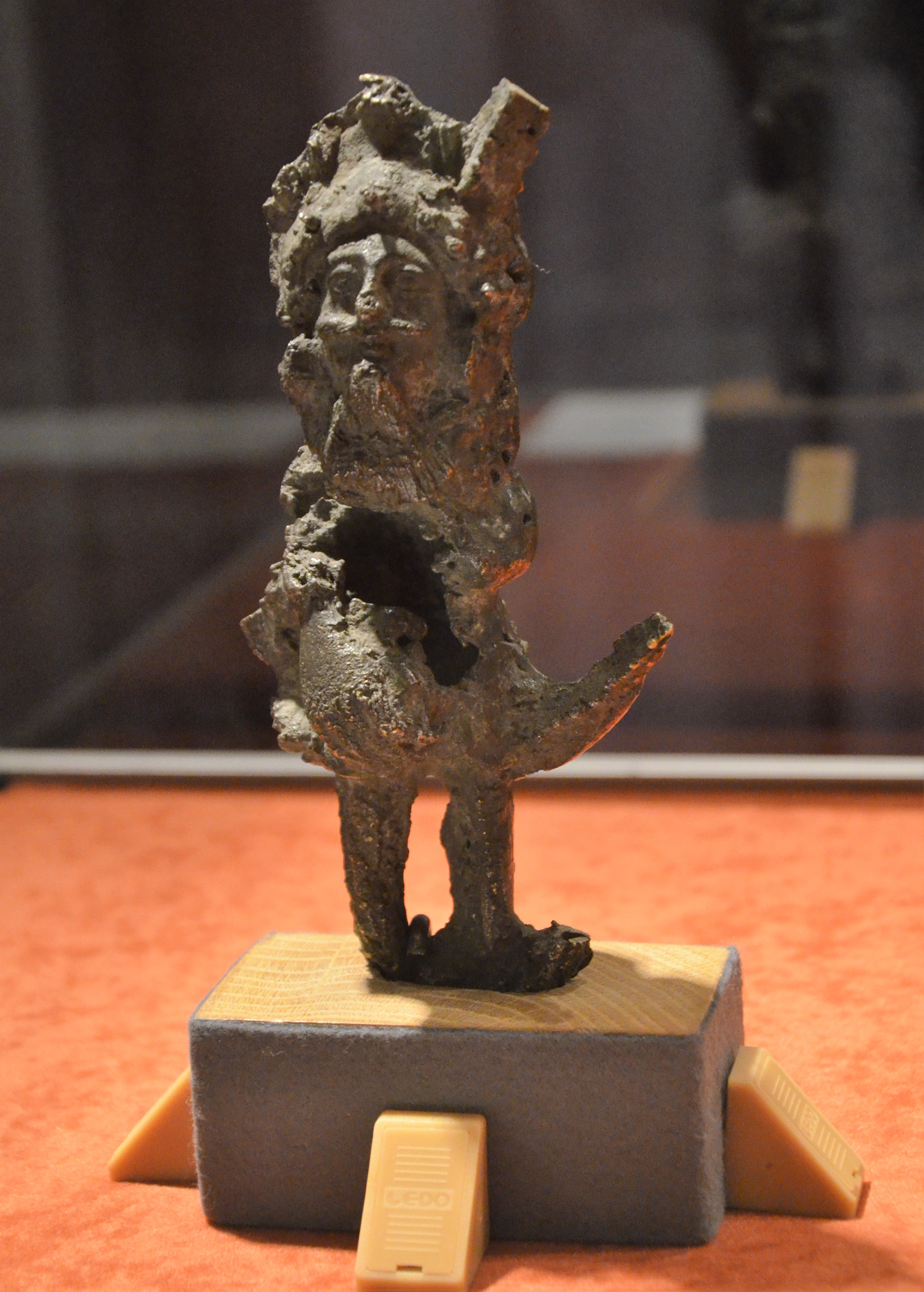
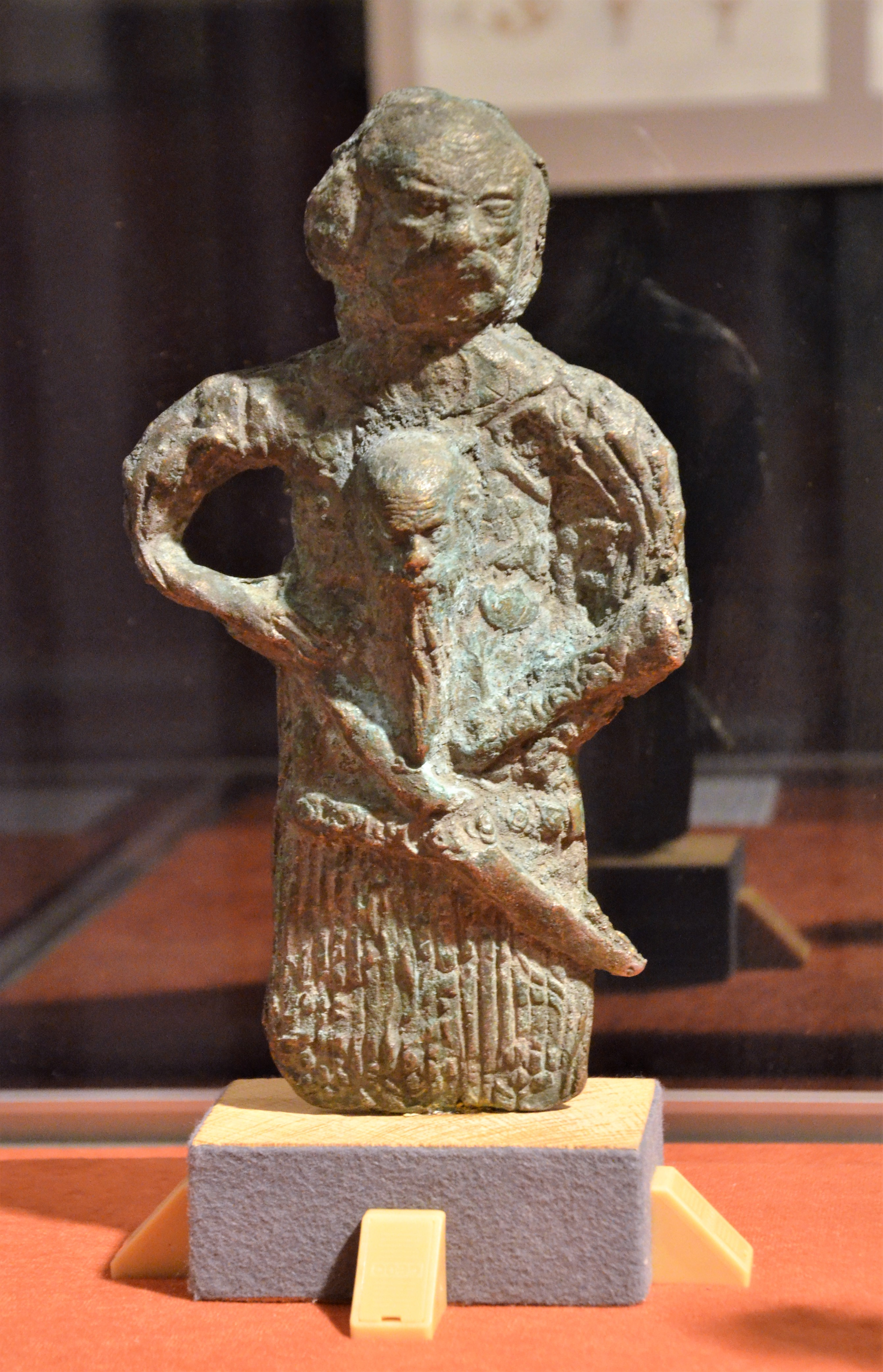
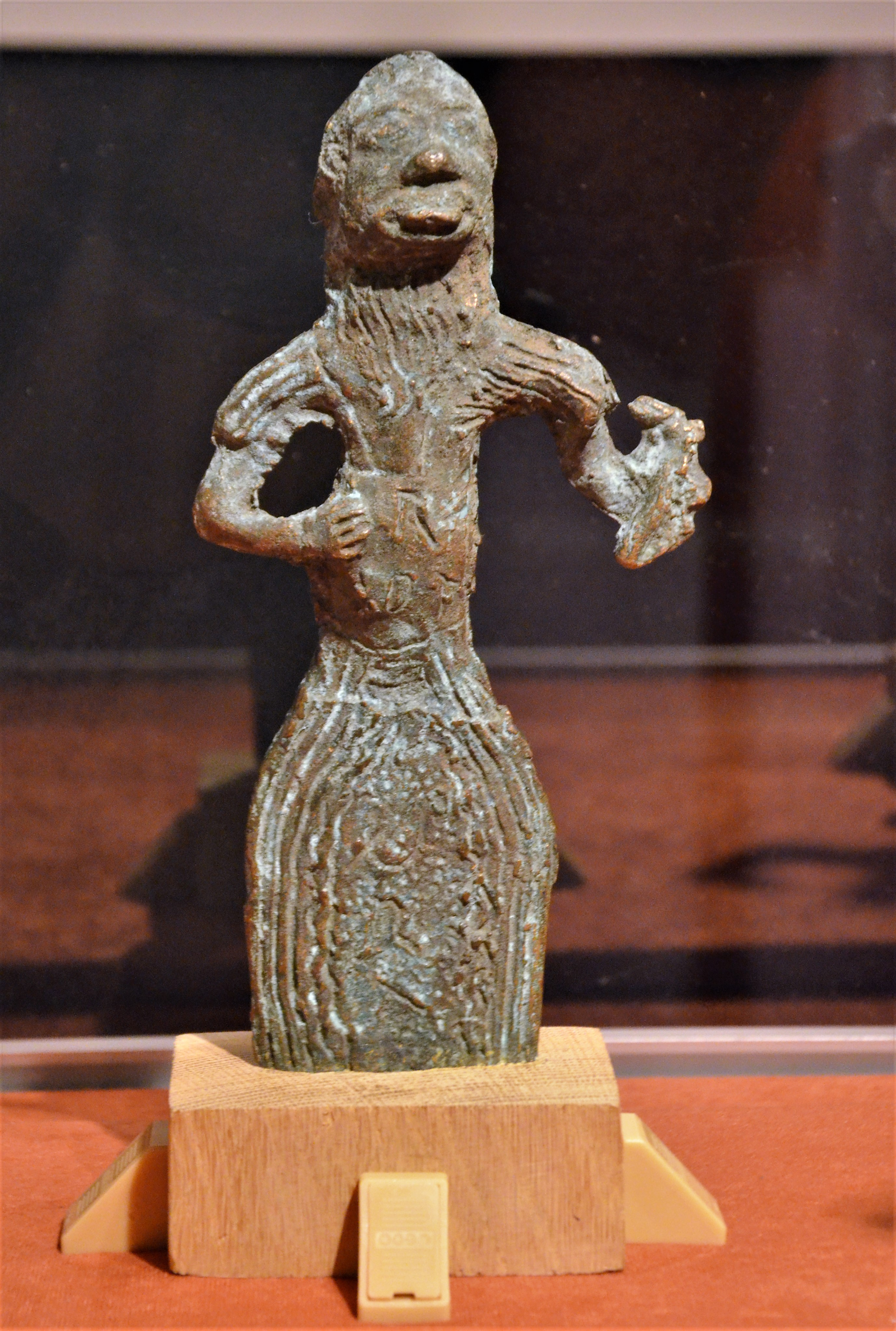
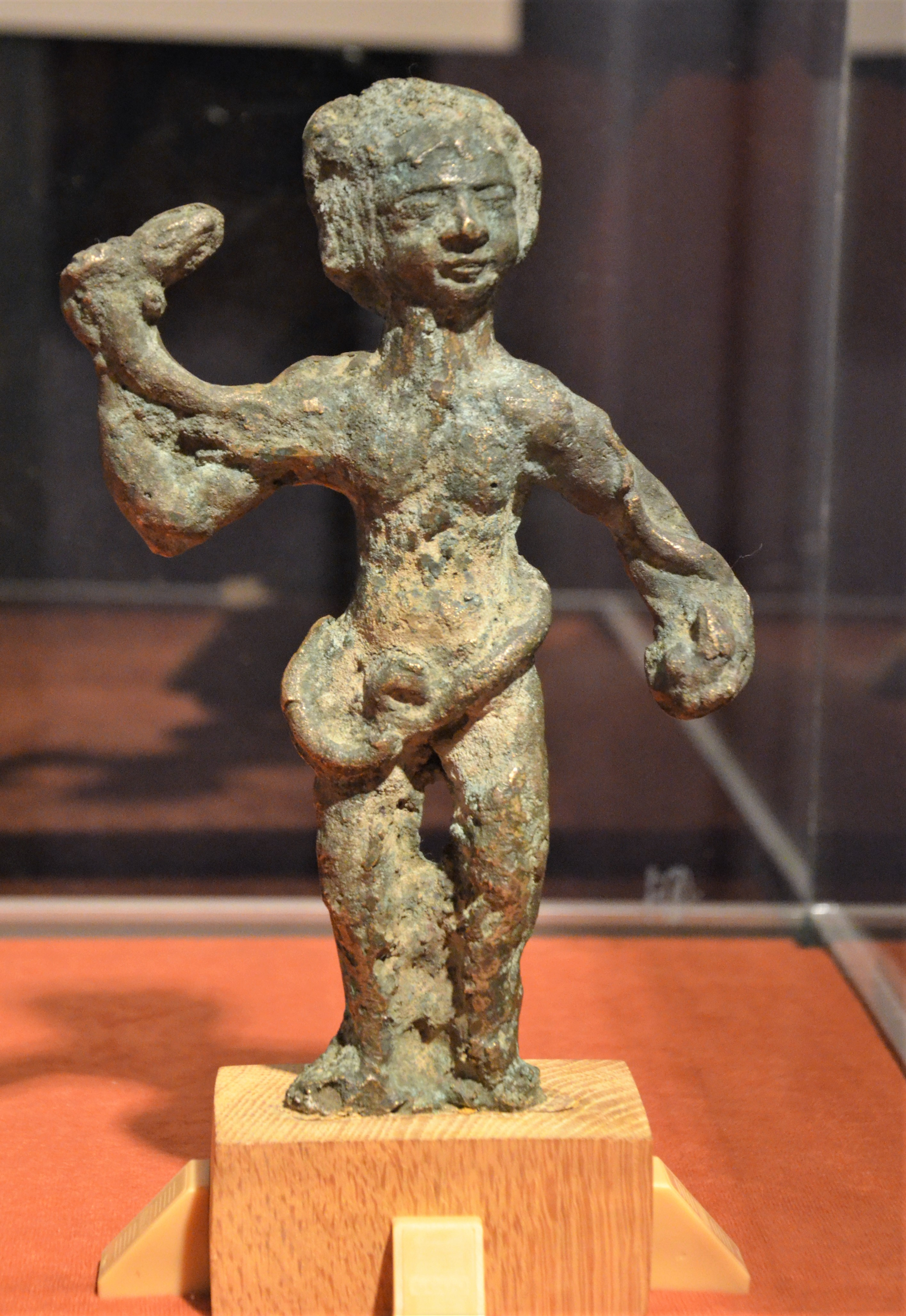